# 호아킨 코레아
카를로스 호아킨 코레아(스페인어: Carlos Joaquín Correa, 1994년 8월 13일 ~ )는 아르헨티나의 축구 선수로, 포지션은 윙어, 공격수이다. 현재 캄페오나투 브라질레이루 세리이 A의 보타포구 소속이다.

## 수상

#### 라치오
- 코파 이탈리아 : 2018-19
- 수페르코파 이탈리아나 : 2019

#### 인테르나치오날레
- 코파 이탈리아 : 2021-22, 2022-23
- 수페르코파 이탈리아나 : 2021, 2022
- UEFA 챔피언스리그 준우승 : 2022-23, 2024-25

#### 아르헨티나
- 코파 아메리카 : 2021